# Нумантински рат
Нумантински ратови назив је за оружане сукобе између Римске републике и келтиберских племена из долине Ебра вођене у периоду од 155. до 133. п. н. е. Део је римског освајања Хиспаније. 

## Први нумантински рат
Прва фаза (155—150. п. н. е.) рата назива се Први нумантински или Други келтиберски рат. У овом рату је римски војсковођа Сулпиције Галба поубијао или поробио Келтибере из долине реке Дуеро који су дигли устанак. Део Келтибера познат као Ареваци прикључио се Лузитанцима који су против Рима водили Лузитански рат.

## Други нумантински рат
Вођени су, у прекидима, од 143. до 133. године п. н е. Жариште устанка била је Нумансија по којој је рат и добио назив. Римљани су неколико пута безуспешно покушавали освојити тврђаву. На крају је то успело Сципиону Емилијану након дуготрајне опсаде. Након ове победе римска власт над Хиспанијом била је консолидована.